# Stefan Zaggl-Kasztner
Stefan Zaggl-Kasztner, bis 7. August 2021 Stefan Zaggl, (* 13. April 1980 in Ehenbichl in Tirol) ist ein österreichischer Politiker der bis 2022 der Sozialdemokratischen Partei Österreichs (SPÖ) angehörte. Ab März 2018 war er vom Tiroler Landtag entsandtes Mitglied des Bundesrates, seit seinem Austritt aus der SPÖ im Juni 2022 als wilder Abgeordneter.

## Leben
Stefan Zaggl besuchte nach der Volksschule in Reutte-Archbach die Hauptschule Königsweg in Reutte und 1994/95 die dortige Polytechnische Schule. Anschließend absolvierte er von 1995 bis 1998 eine Lehre zum Werkzeugmaschineur bei der Plansee Group/Ceratizit, für die er seitdem tätig ist. Nach dem Lehrabschluss leistete er 1999 den Präsenzdienst ab. 2017 absolvierte er das Betriebsräte-Kolleg der Arbeiterkammer.
Seit 2017 fungiert er als Bezirksparteivorsitzender der SPÖ Reutte. Nach der Landtagswahl in Tirol 2018 ist er seit 28. März 2018 vom Tiroler Landtag entsandtes Mitglied des Bundesrates, wo er den Ausschüssen für auswärtige und innere Angelegenheiten, dem Ausschuss für Innovation, Technologie und Zukunft, dem Geschäftsordnungsausschuss, dem Wirtschaftsausschuss und dem Ausschuss für Arbeit, Soziales und Konsumentenschutz angehört. 2020 wurde er als SPÖ-Bezirksvorsitzender bestätigt. Den Bezirksvorsitz sowie alle anderen Parteiämter legte er im Mai 2022 nieder, im Juni 2022 verließ er auch die SPÖ-Fraktion und war seitdem wilder Abgeordneter.
Nach der Landtagswahl in Tirol 2022 schied er aus dem Bundesrat aus, für die SPÖ zog Daniel Schmid in den Bundesrat ein.